# بیریگا
بیریگا (به لاتین: Bairiga) یک کوه در چین است که در منطقه خودمختار تبت واقع شده‌است. بیریگا ۶٬۸۸۲ متر بالاتر از سطح دریا واقع شده‌است.